# Gare du Nord (stacja metra)
Gare du Nord – stacja 4. i 5. linii metra  w Paryżu. Znajduje się w 10. dzielnicy Paryża.  Na linii 4 stacja została otwarta 21 kwietnia 1908, a na linii 5 - 12 października 1942.
W 2009 była to najpopularniejsza stacja w paryskim metrze, z 47,4 mln pasażerów rocznie.